# توطئه‌های شکست‌خورده تروریستی
توطئه‌های شکست‌خورده تروریستی توطئه‌های تروریستی هستند که توسط مقامات کشورها درهم پیچیده شده یا کشف شده‌اند یا بخاطر اشتباهات شکست خورده‌اند.

## ۲۰۰۲

### توطئه سم ریسین در وودگرین
طرح وودگرین، آلوده کردن خطوط زیرزمینی مترو لندن با سم ریسین در ۲۰۰۲ بود. در همین رابطه پلیس متروپلیتن بریتانیا ۷ نفر را دستگیر کرد. هیچ سمی در تحقیقات بدست نیامد و متهمین بر اساس دست نوشته‌های این طرح تحت تعقیب قرار گرفتند. بجز یکی از متهمین که در هنگام دستگیری یک کارگاه پلیس را با چاقو کشته و سه افسر پلیس را مجروح کرده بود، بقیه آزاد شدند.

## ۲۰۰۳

### طرح گاز سمی تایلر
توطئه گاز سمی تایلر یک طرح تروریستی محلی در تایلر، تگزاس آمریکا بود. این طرح در آوریل ۲۰۰۳ با دستگیری ویلیام جی کرار، جودیت بری (همسر کرار دارای اشتراک اتهام قانونی) و ادوارد فلتوس و مصادره یک بمب گازی سیانور به همراه زرادخانه بزرگی که شامل حداقل ۱۰۰ بمب معمولی دیگر، چندین مسلسل، اسلحه تهاجمی، یک صدا خفه کن ثبت نشده و ۵۰۰٬۰۰۰ فشنگ. انبار مواد شیمیایی مصادره شده شامل سیانید سدیم، اسید هیدروکلریک، اسید نیتریک و اسید استیک بوده‌است.
این سه نفر با گروه‌های طرفدار نژادپرستان سفیدپوست و ضد دولتی مرتبط بودند. فلتوس یکی از اعضای گارد ملی نیوجرسی بود، در حالی که کرار مظنون به تأمین زندگی خود با گردش در سراسر ایالات متحده و فروش مواد ساخت بمب و انواع سلاح‌ها به گروه‌های ضد حکومتی زیرزمینی خشونت‌آمیز بود. مقامات فدرال از سال ۱۹۹۵ تا ۲۰۰۳، کرار را زیر نظر داشته‌اند، در آن زمان عوامل سازمان ضد تروریستی (ATF) احتمال طرحی برای بمبگذاری ساختمان‌های دولتی را مورد بررسی قرار دادند اما وی را تحت تعقیب قرار ندادند.
از زمان حملات تروریستی ۱۱ سپتامبر ۲۰۰۱، توجه سازمان ضد تروریستی به فعالیت‌های تروریستی در سطح خاورمیانه متمرکز شده بود و تنها به صورت تصادفی آن‌ها پی به فعالیت‌های اخیر کرار بردند، و آن زمانی بود که او اشتباهاً برای فلتوس یک بسته اسناد تقلبی شامل؛ گواهی تولد از داکوتای شمالی، ورمونت و ویرجینیای غربی و کارت شناسایی نیروهای چند ملیتی سازمان ملل متحد و آژانس اطلاعاتی وزارت دفاع فرستاد. این بسته اشتباهاً برای مردی در جزیره استاتن فرستاده شد که وی به پلیس اطلاع داد.
در ۴ می ۲۰۰۴، کرار پس از اینکه وی اتهام ساخت و مالکیت سلاح‌های شیمیایی را در دادگاه پذیرفت کرد، به ۱۳۵ ماه حبس محکوم شد. خانم بری با قبول جرم توطئه برای داشتن سلاح‌های غیرقانونی به ۵۷ ماه حبس محکوم شد.

## ۲۰۰۵

### طرح تروریستی در سیدنی
پنج مرد در اواخر ۲۰۰۵ در سیدنی استرالیا دستگیر شدند و متهم به توطئه تروریستی که از ژوئیه ۲۰۰۴ تا نوامبر ۲۰۰۵ برنامه‌ریزی کرده بودند، شدند. هیچ‌کدام از متهمین اتهامات را قبول نکردند. در جستجوهای پلیس از خانه‌های متهمین دستورالعمل‌های مربوط به بمب‌گذاری کشف شد، مهمات شامل ۲۸۰۰۰ فشنگ (از جمله ۱۱٬۰۰۰ فشنگ ۷٬۶۲ × ۳۹ میلی‌متر)، ۱۲ تفنگ، تبلیغات تندروهای اسلامی و فیلم‌های سربریدن توسط اسلام گرایان تندرو، و نیز فیلم حمله تروریستی برخورد هواپیما به مرکز تجارت جهانی در ۲۰شهریور ۱۳۸۴ (۱۱ سپتامبر ۲۰۰۱). مطابق پیگرد قانونی دادستانی، افراد یادشده از ژوئیه ۲۰۰۴ تا نوامبر ۲۰۰۵ مواد شیمیایی مواد منفجره و اسلحه خریداری کرده‌اند.
این پنج نفر در ۱۶ اکتبر ۲۰۰۹ با حکم دادگاه مجرم شناخته شده و از ۱۵ فوریه ۲۰۱۰ به ۲۳ تا ۲۸ سال زندان محکوم شدند. دوره دادگاه یکی از طولانی‌ترین محاکمه‌ها در استرالیا بود و حدود ۳۰۰ شهادت داده شد و ۳۰۰۰ مورد به نمایش گذاشته شد شامل ۱۸ ساعت تماس‌های تلفنی ضبط شده از ۳۰ روز نوارهای شنود تلفنی که از رکوردی که قبلاً در طولانی بودن دوره دادگاه در مورد انحلال گروه بل وجود داشت، پیشی گرفت.

## ۲۰۰۹

### گروه جهادی رالی
هفت مرد در ۲۷ ژوئیه ۲۰۰۹ در نزدیکی رالی، کارولینای شمالی دستگیر و به اتهام شرکت در یک توطئه برای انجام «جهاد خشونت‌آمیز» در خارج از ایالات متحده تحت پیگرد قرار گرفتند. فرد هشتم در دادخواست پروندهٔ قضایی گفته شد در پاکستان بوده و دستگیر نشده‌است. رهبر ادعایی این گروه، دانیل پاتریک بویید، متهم به استخدام هفت تن دیگر از جمله دو تن از پسرانش شده بود تا به توافق برسند که «برای پیشبرد جهاد خشونت‌آمیز، از جمله حمایت و مشارکت در فعالیت‌های تروریستی در خارج از کشور و انجام اقدامات قتل، آدم‌ربایی یا دست زدن به ناقص کردن افراد خارج از کشور عمل کنند.»
در خلال دادگاه برای بازداشت این افراد، قاضی دادگاه عالی ایالات متحده ویلیام وب تصریح کرد که همه متهمین باید تا زمان محاکمه در بازداشت مانده و نمی‌توانند از آزادی به قید ضمانت برخوردار شوند.

## ۲۰۱۰

### دستگیری‌های اتاوا
در ۲۵ اوت ۲۰۱۰، هفت نفر در اتاوا، لندن و انتاریو به اتهاماتی مرتبط با تروریسم بازداشت شدند. این موضوع نتیجه یک سال عملیات شناسایی «پروژه ساموسا» توسط پلیس سوارنظام کانادا بود که هشت عضو یک سلول که هدفشان تهاجم به ساختمان‌های دولتی در پارلمان هیل بود، را تحت نظر داشتند.